# Campanula thyrsoides
Campanula thyrsoides là loài thực vật có hoa trong họ Hoa chuông. Loài này được L. mô tả khoa học đầu tiên năm 1753.